# Гантер, Эдмунд
Эдмунд Гантер (англ. Edmund Gunter, 1581[…], Хартфордшир, Королевство Англия — 10 декабря 1626[…], Лондон, Королевство Англия) — английский математик и астроном; изобретатель счётной (предшественницы логарифмической) линейки и автор терминов косинус, котангенс и косеканс.

## Биография
Эдмунд Гантер родился в 1581 году в графстве Хартфордшир на юго-востоке Англии; имел валлийские корни. Учился сперва в Вестминстерской школе, затем продолжил образование в Крайст-черч — одном из самых крупных аристократических колледжей Оксфордского университета.
После 1603 года он остался в Оксфорде, был рукоположен в священники (1614 год), получил степень бакалавра теологии в 1615 году и в том же году Гантер стал настоятелем церквей Святого Георгия в лондонском боро Саутуарк и Святой Марии Магдалины в Оксфорде; этот пост он занимал до конца жизни.

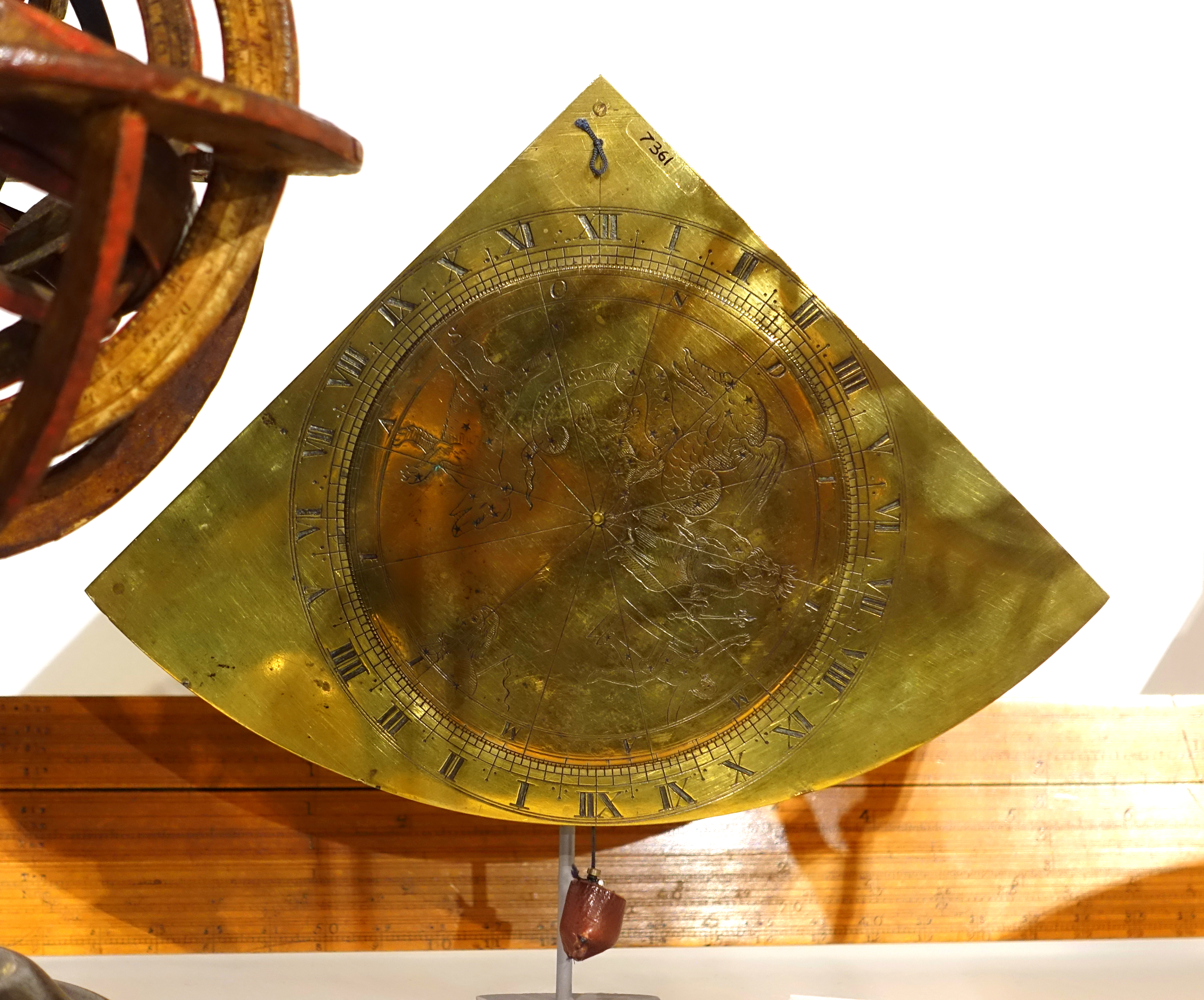
Квадрант Гантера

С раннего возраста он интересовался математикой, обсуждал её со своим другом математиком Генри Бриггсом и добился таких успехов в этой области, что в 1620 году по рекомендации Бриггса он стал профессором астрономии в столичном Грешем-колледже и оставался на этой должности до самой смерти. Он был обязан этому посту покровительству политика Джона Эгертона. Ранее он тщетно претендовал на звание профессора в Оксфорде, которое было учреждено в 1619 году Генри Савилем. Говорят, что Савиль очень пренебрежительно отзывался о математических инструментах, с помощью которых Гантер хотел продемонстрировать свою пригодность и которые, по словам Савиля, не соответствовали истинному преподаванию геометрии. Вместо этого первая савильская профессура геометрии досталась Генри Бриггсу.

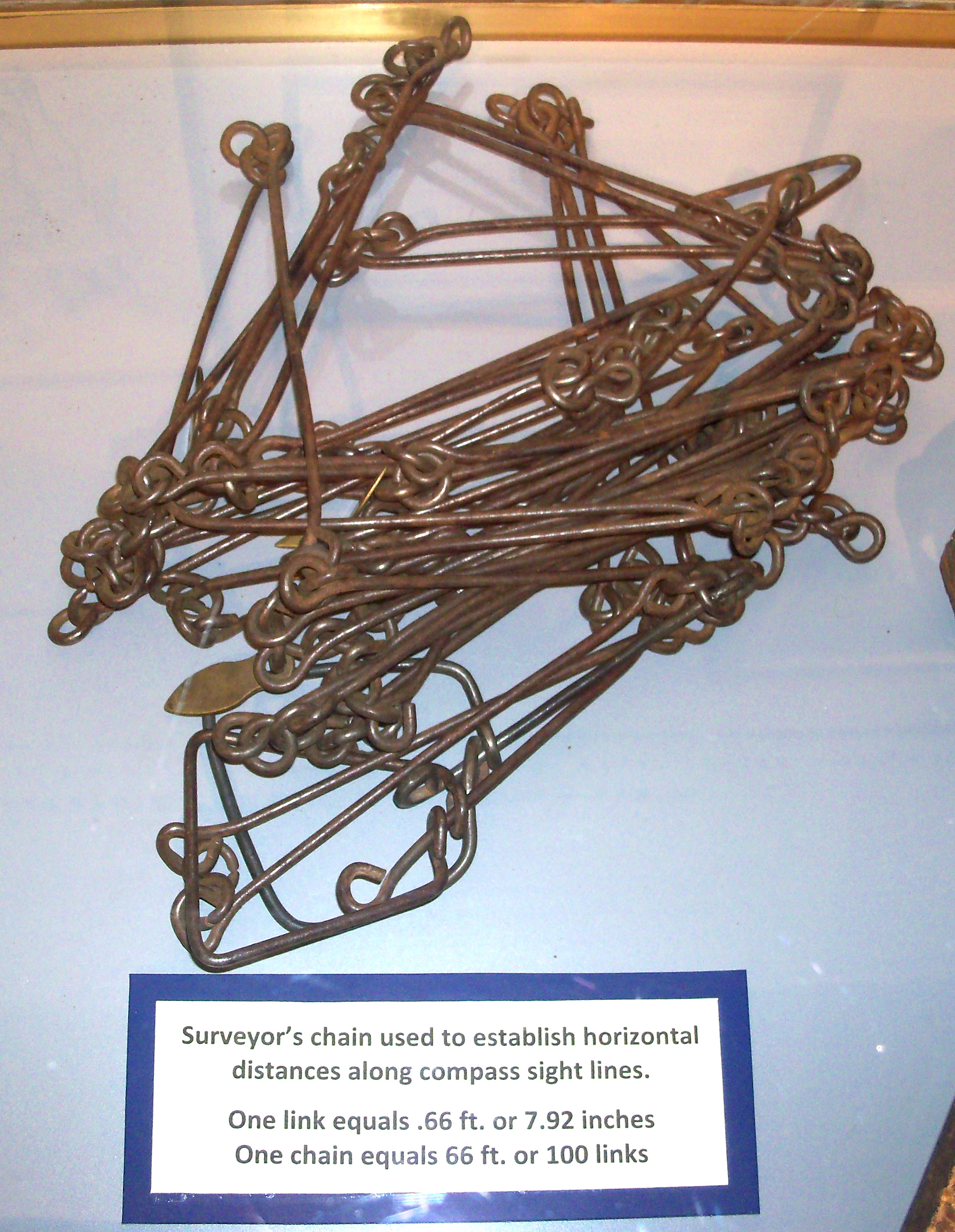

Э. Гантер изобретал различные инструменты, которые также использовались под его именем, и публиковал статьи о них. Например, он разработал цепь для топографической съемки (называемую цепью Гантера, длиной 22 ярда, разделенной на 100 частей, в результате чего появилась даже новая единица измерения — звено) и астрономический квадрант, предок секстанта. Его книга по навигации вышла в свет в 1623 году. Его книга о своем секторе была издана на латыни в 1606 году (как он написал в предисловии к более позднему английскому изданию); английское издание, в котором он также описал и другие свои инструменты, не появлялось до 1624 года, хотя его книги пользовались неплохим спросом.
Гантер первый составил таблицы десятичных логарифмов синусов и тангенсов и, по-видимому, первый ввёл термины: косинус, котангенс и косеканс. Он же изобрёл счётную линейку — предшественницу логарифмической линейки. Возможно, он также был первым, кто обнаружил между 1620 и 1624 годами, что склонение магнитной стрелки меняется со временем.
В 1624 году Гантер опубликовал описание солнечных часов в королевских садах Уайтхолла для английского короля Якова I.
Эдмунд Гантер умер 10 декабря 1626 года в британской столице.